# Estepa de mamut

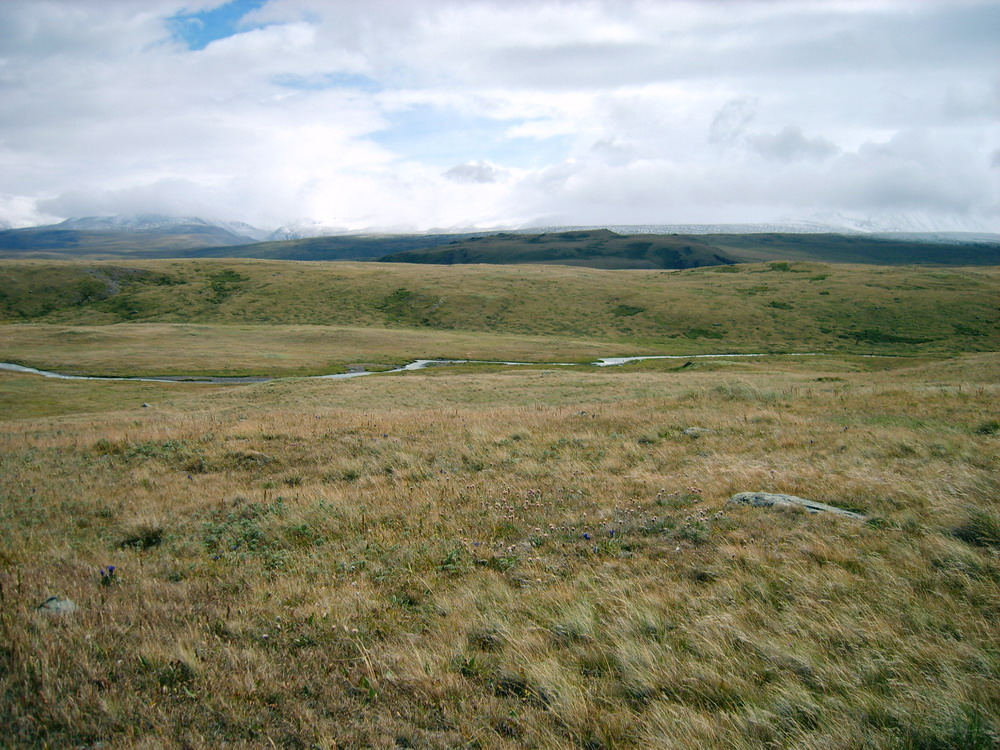
Meseta de Ukok, uno de los últimos remanentes de la estepa de mamut.

Durante el Último Máximo Glacial, la estepa de mamut fue el bioma más extenso de la Tierra. Abarcó desde España hacia el este a través de Eurasia hasta Canadá y desde las islas árticas hacia el sur hasta China.   Tenía un clima frío y seco;  la vegetación estaba dominada por pastos, hierbas y arbustos de sauce de alta productividad,  y la biomasa animal estaba dominada por el bisonte, el caballo y el mamut lanudo.  Este ecosistema cubrió amplias áreas de la parte norte del mundo, prosperó durante aproximadamente 100,000 años sin cambios importantes y de repente se extinguió hace casi 12,000 años.

## Nombre
A finales del siglo XIX, Alfred Nehring (1890)  y Jan Czerski (Iwan Dementjewitsch Chersky, 1891) propusieron que durante el último período glacial una gran parte del norte de Europa había estado poblada por grandes herbívoros y que allí había dominado un clima de estepa. En 1982, el científico R. Dale Guthrie acuñó el término "estepa de mamut" para esta paleorregión.

## Origen de la estepa de mamut
El último período glacial, comúnmente denominado "Edad de Hielo", abarcó desde el 126,000 antes del presente, hasta el 11,700 antes del presente y fue el período glacial más reciente dentro de la actual Edad de Hielo que ocurrió durante los últimos años de la época del Pleistoceno. Alcanzó su punto máximo durante el último máximo glacial, cuando las capas de hielo comenzaron a avanzar desde el 33,000 antes de Cristo y alcanzaron sus posiciones máximas 26,500 años antes de Cristo.  La deglaciación comenzó en el hemisferio norte aproximadamente 19,000 años antes de Cristo, y en la Antártida aproximadamente 14,500 años antes de Cristo, que es consistente con la evidencia de que la deglaciación fue la fuente principal de un aumento abrupto en el nivel del mar en esos momentos.
Durante la cima del último máximo glaciar, una vasta y gigantesca estepa se extendía desde España a través de Eurasia y sobre el puente terrestre de Bering hacia Alaska y el Yukón, donde fue detenida por la glaciación de Wisconsin.  Este puente terrestre existía porque la mayor parte del agua del planeta estaba en forma de hielo y, por lo tanto, los niveles del mar eran más bajos que los actuales. Cuando los niveles del mar comenzaron a subir, este puente se cerró alrededor de 11,000 años antes de Cristo.
Durante los períodos glaciales, existe evidencia clara de aridez intensa debido a la presencia de agua en los glaciares y sus efectos asociados sobre el clima. La estepa era como un enorme "patio interior" que estaba rodeado por todos lados por características de bloqueo de la humedad: enormes glaciares continentales, altas montañas y mares congelados. Las lluvias se mantuvieron bajas y crearon más días con cielos despejados de los que se dan hoy en día, lo que incrementó la evaporación en el verano, provocó aridez y la radiación de calor del suelo al negro cielo nocturno en el invierno, lo que provocó mucho frío.  Se cree que esto fue causado por siete factores: 
1. El impulsor de la gran estepa asiática central fue un sistema de alta presión enorme y estable al norte de la meseta tibetana.
2. La desviación de la porción más grande de la Corriente del Golfo hacia el sur, pasando por el sur de España hacia la costa de África, redujo las temperaturas y por tanto, la humedad y la capa de nubes que la Corriente del Atlántico Norte lleva a Europa occidental.
3. El crecimiento de la capa de hielo escandinavo creó una barrera para la humedad procedente del Atlántico norte.
4. Enfriamiento de la superficie del mar del Atlántico norte con un flujo reducido de humedad del este.
5. Tormentas frías de invierno (enero) parecen haber barrido Eurasia durante esa época
6. Los bajos niveles del mar expusieron una gran plataforma continental al norte y al este, dando nacimiento a una vasta llanura al norte que aumentó el tamaño del continente hacia ese punto.
7. Los glaciares de América del Norte protegieron el interior del territorio del Yukón y Alaska del aire húmedo.  Estas barreras físicas para el flujo de humedad crearon una vasta cuenca árida o un "patio interior" protegido que abarcó partes de tres continentes.[11][12][13][14][15]

## Biota

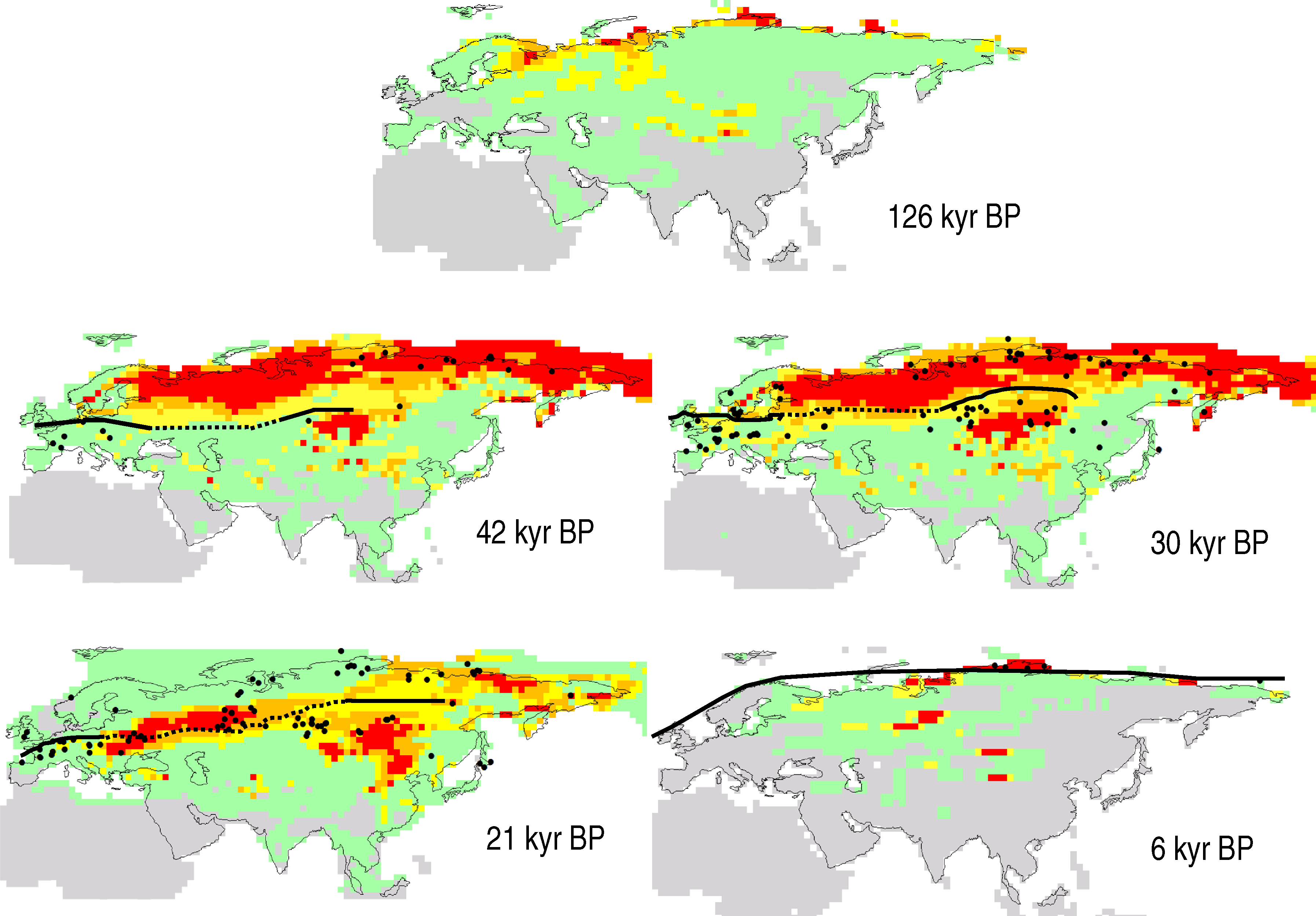
Adecuación climática de los mamuts lanudos en el Pleistoceno Tardío y Holoceno. Las intensidades crecientes de rojo representan una idoneidad creciente del clima y las intensidades crecientes de verde representan una conveniencia decreciente. Los puntos negros son los registros de presencia de mamut en cada uno de los períodos. Las líneas negras representan el límite norte de los humanos modernos y las líneas de puntos negros indican incertidumbre en el límite de los humanos modernos (D. Nogués-Bravo et al. 2008).

La biomasa animal y la productividad de las plantas de la estepa fueron similares a las de la sabana africana actual. No hay comparación con eso actualmente.

### Plantas
El paleoambiente cambió a lo largo del tiempo,  una propuesta que está respaldada por muestras de excremento de mamut encontradas en el norte de Yakutia.  Durante los periodos intersticiales pleniglaciales, el aliso, el abedul y el pino son los árboles que sobrevivieron en el norte de Siberia, sin embargo, durante el último máximo glacial sólo existía una vegetación de estepa sin árboles.  En el inicio del Interstadial Glacial Tardío (15,000 – 11,000 BP), el calentamiento global dio ocasión al desarrollo de un abedul arbustivo y enano en el noreste de Siberia, pero este espacio luego fue colonizado por bosques abiertos con abedules y abetos durante el Dryas Reciente (12,900 – 11,700 YBP). Durante el Holoceno (10,000 YBP), se desarrollaron zonas de bosques cerrados de alerces y pinos. Investigadores anteriores asumieron que la estepa era muy improductiva porque habían asumido que sus suelos tenían un contenido de carbono muy bajo; sin embargo, estos suelos ( yedoma ) se conservaron en el permafrost de Siberia y Alaska y son el mayor reservorio de carbono orgánico conocido. Era un ambiente altamente productivo.La vegetación estaba dominada por pastos, hierbas y arbustos de sauce de alta productividad.

### Los animales
La estepa de mamut estaba dominada en su biomasa por bisontes, caballos y mamuts lanudos, y fue el centro de la evolución de la fauna lanuda del Pleistoceno En la isla Wrangel, se encontraron restos de mamut lanudo, rinoceronte lanudo, caballo, bisonte y buey almizclero.  Los restos de renos y animales pequeños no se han conservado, pero se han encontrado excrementos de renos en los sedimentos.  En las regiones más áridas de la estepa que se encontraban al sur de Siberia Central y Mongolia, era común el rinoceronte lanudo pero los mamuts lanudos eran raros. Los renos viven en el extremo norte de Mongolia hoy e históricamente su límite sur pasó a través de Alemania y a lo largo de las estepas del este de Europa,  lo que indica que una vez cubrieron gran parte de la estepa de mamut.  Los mamuts sobrevivieron en la península de Taimyr hasta el Holoceno. Una pequeña población de mamut sobrevivió en la isla St. Paul, Alaska, hasta el 3750 BC,   y los pequeños mamuts de la isla Wrangel sobrevivieron hasta el 1650 antes de Cristo. Bisontes en Alaska y el Yukon, y caballos y bueyes almizcleros en el norte de Siberia, han sobrevivido a la pérdida de la estepa.  Un estudio propuso que un cambio en el clima causó una caída significativa en el tamaño de la población de mamuts, lo que los hizo vulnerables a la caza debido a la expansión de las poblaciones humanas. La coincidencia de estos dos impactos en el Holoceno muy probablemente establece el lugar y el momento de la extinción del mamut lanudo.

## Decadencia de la estepa de mamut
La estepa de mamut tenía un clima frío y seco. Durante los calentamientos interglaciales anteriores, los bosques de árboles y arbustos se expandieron hacia el norte en la estepa de mamut, cuando el norte de Siberia, Alaska y el Yukón ( Beringia ) habrían formado un refugio de estepa de mamut.  Cuando el planeta volvió a enfriarse, la estepa se expandió. Este ecosistema cubrió amplias áreas de la parte norte del mundo, prosperó durante aproximadamente 100,000 años sin cambios importantes, y luego se extinguió repentinamente hace unos 12,000 años.
Hay dos teorías sobre el declive de la estepa. 

### Cambio climático
La Hipótesis Climática asume que el vasto ecosistema de mamut podría haber existido solo dentro de un cierto rango de parámetros climáticos.  A principios del Holoceno, hace 10.000 años, bosques de musgos, tundra, lagos y humedales desplazaron a la estepa.  Se ha asumido que, a diferencia de otros interglaciales anteriores, el clima frío y seco cambió a un clima más cálido y húmedo que, a su vez, causó la desaparición de los pastizales y su megafauna dependiente.
El extinto bisonte de estepa ( Bison priscus ) sobrevivió en la región norte del este de Siberia central hasta hace 8000 años.  Un estudio de la momia congelada de un bisonte de estepa encontrado en el norte de Yakutia, Rusia, indicó que se trataba de un pastizal que estaba siendo dominado por la vegetación de arbustos y de tundra.  Las temperaturas más altas y las precipitaciones llevaron a una disminución en su hábitat anterior durante el Holoceno temprano, y esto condujo a una fragmentación de la población seguida de la extinción.
En 2017, un estudio analizó las condiciones ambientales en Europa, Siberia y América del 25,000 –10,000 antes de Cristo.  El estudio encontró que los eventos de calentamiento prolongado que llevaron a la deglaciación y a la máxima precipitación ocurrieron justo antes de la transformación de los pastizales que alimentaban a los megaherbívoros en humedales extensos que sustentaban plantas resistentes a los herbívoros. El estudio propone que el cambio ambiental impulsado por la humedad condujo a la extinción de la megafauna, y que la posición trans-ecuatorial de África permitió que los pastizales continuaran existiendo entre los desiertos y los bosques centrales; por lo tanto se extinguieron allí menos especies de la megafauna.

### Depredación humana
La hipótesis del ecosistema asume que el vasto ecosistema de mamut se extendió a lo largo de varios climas regionales y no se vio afectado por las fluctuaciones climáticas.  Sus pastizales altamente productivos fueron mantenidos por animales que pisoteaban los musgos y arbustos, alimentándose activamente de pastos y hierbas dominadas. Al comienzo del Holoceno, el aumento de la precipitación estuvo acompañado por un aumento de la temperatura, por lo que la aridez climática no cambió sustancialmente.  Como resultado de la caza humana, la densidad decreciente de los animales no fue suficiente para mantener los pastizales, lo que llevó a un aumento de los bosques, arbustos y musgos con una mayor reducción de animales debido a la pérdida de alimento.  El mamut continuó existiendo en la aislada isla de Wrangel hasta hace unos pocos miles de años, y alguna de la otra megafauna de esa época todavía existen en la actualidad, lo que indica que algo más que el cambio climático fue responsable de las extinciones de la megafauna.
Se han encontrado restos de mamuts que habían sido cazados por humanos 45,000 años antes de Cristo en la Bahía Yenisei en el Ártico siberiano central.  Otros dos sitios en el valle del río Maksunuokha al sur de la península de Shirokostan, en el noreste de Siberia, que datan de hace 14,900 y 13,600 años, mostraron los restos de la caza de mamuts y la producción de microcuchillas similares a las encontradas en el noroeste de América del Norte, lo que sugiere conexión cultural.

## Últimos remanentes

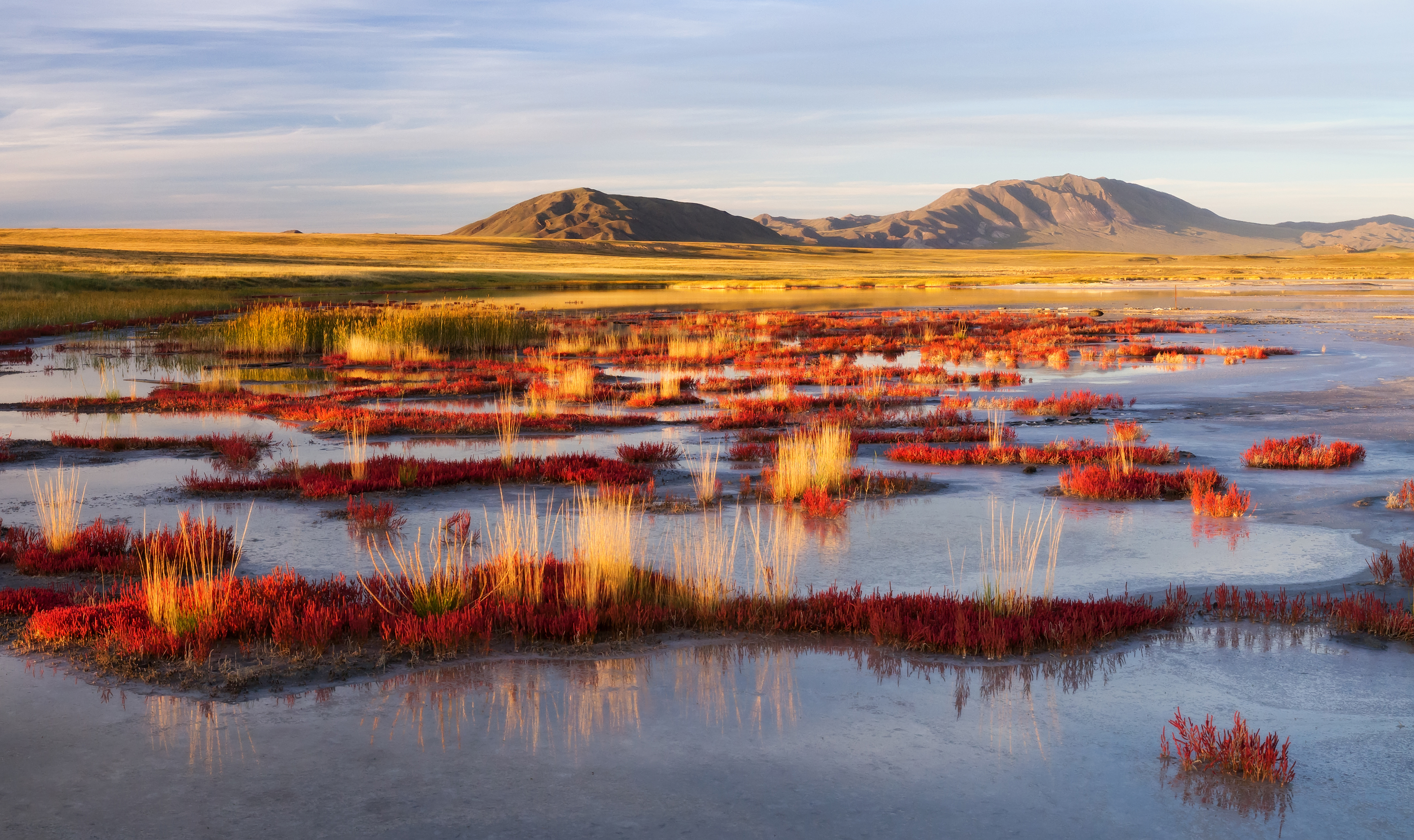
La reserva de biosfera de Ubsunur Hollow ubicada en la frontera de Mongolia y la República de Tuvá es uno de los últimos remanentes de la estepa de mamut

Durante el Holoceno, las especies adaptadas a los climas áridos se extinguieron o se redujeron a hábitats menores.  Las condiciones frías y secas similares al último período glacial se encuentran hoy en las montañas orientales de Altái-Sayan en Eurasia Central,   sin que se produzcan cambios significativos entre la fase fría del Pleistoceno y el Holoceno. La reconstrucción reciente del paleobioma y el análisis del polen sugieren que algunas áreas actuales de Altái-Sayan podrían considerarse la analogía más cercana al entorno de la estepa de mamut. Se considera que el entorno de esta región ha sido estable durante los últimos 40,000 años.  La parte oriental de la región de Altái-Sayan forma un último refugio glaciar.  Tanto en la época último glaciar como en la moderna, la región oriental de Altái-Sayan ha alimentado a grandes especies de herbívoros y depredadores adaptadas a los biomas de estepas, desiertos y alpinos, donde estos biomas no han sido separados por cinturones forestales. Ninguno de los mamíferos supervivientes del pleistoceno vive en bosques templados, taiga o biomas de tundra. Las áreas de Ukok-Sailiugem en el sur de la República de Altái, y Khar Us Nuur y Uvs Nuur ( Ubsunur Hollow ) en el oeste de Mongolia, han alimentado renos y antílopes saiga desde el período glacial.

## Galería de imágenes
El paleoambiente cambió con el tiempo.  A continuación se muestra una galería de plantas de estepa de mamut, la ubicación donde se han identificado como generalizadas, el período de tiempo y las citas de apoyo. 

Gallery - plant, place and period
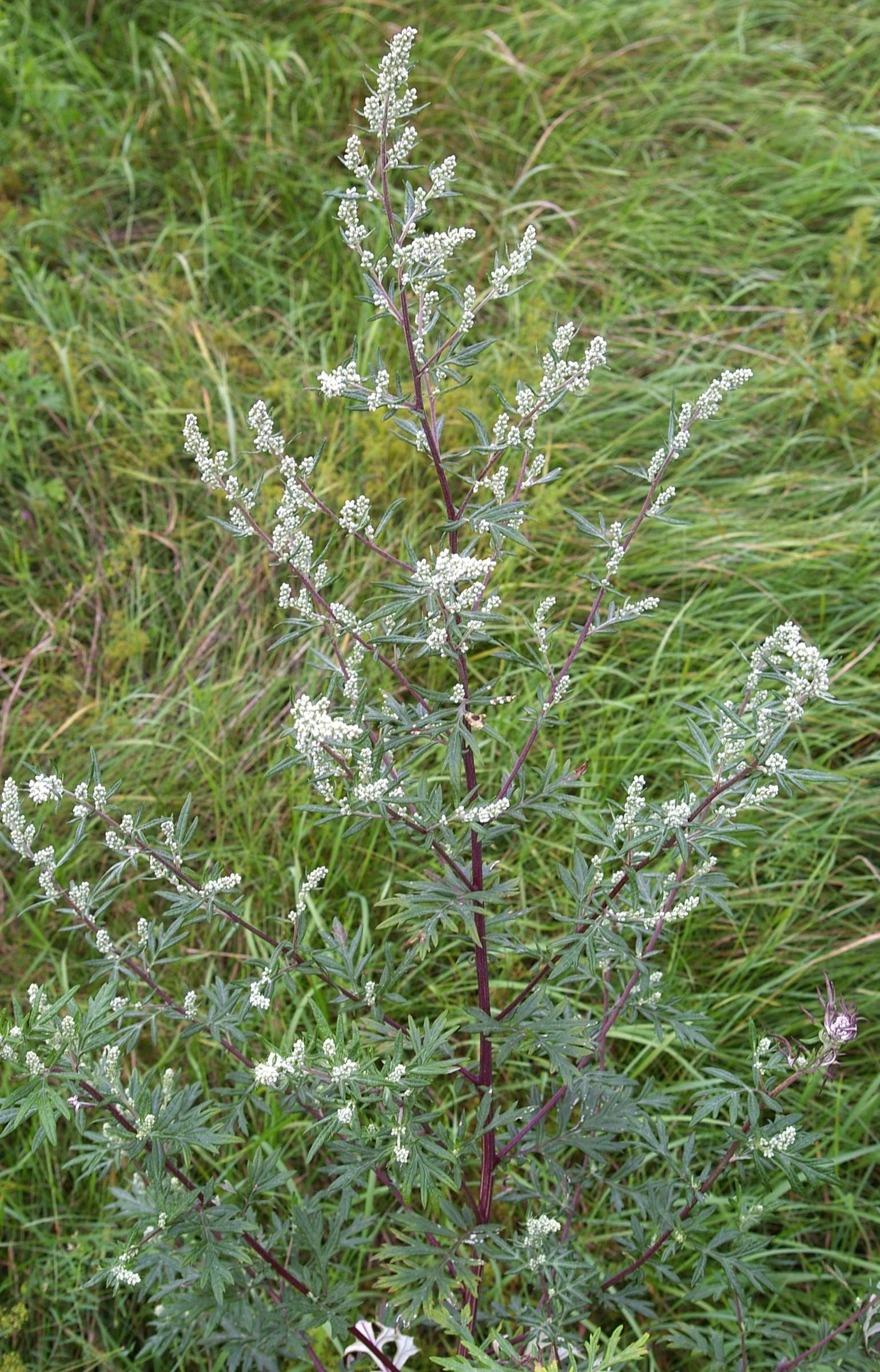
Artemisia , tierras bajas de Taymyr 24,000–10,300 YBP,  Yakutia 22,500 YBP,  Alaska y el Yukon 15,000-11,500 YBP
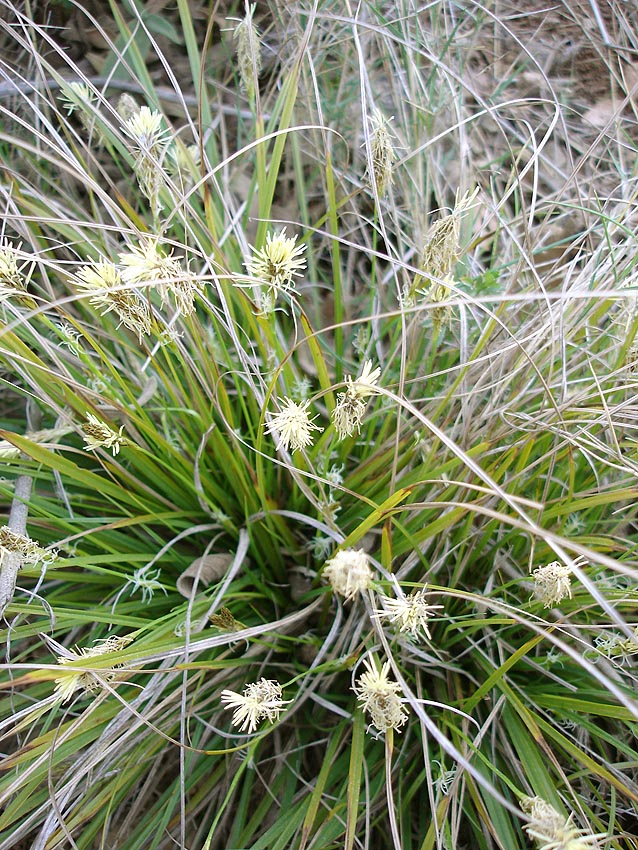
Cyperaceae ( juncias ), Yakutia 22,500 YBP,  Alaska y el Yukon 15,000-11,500 YBP
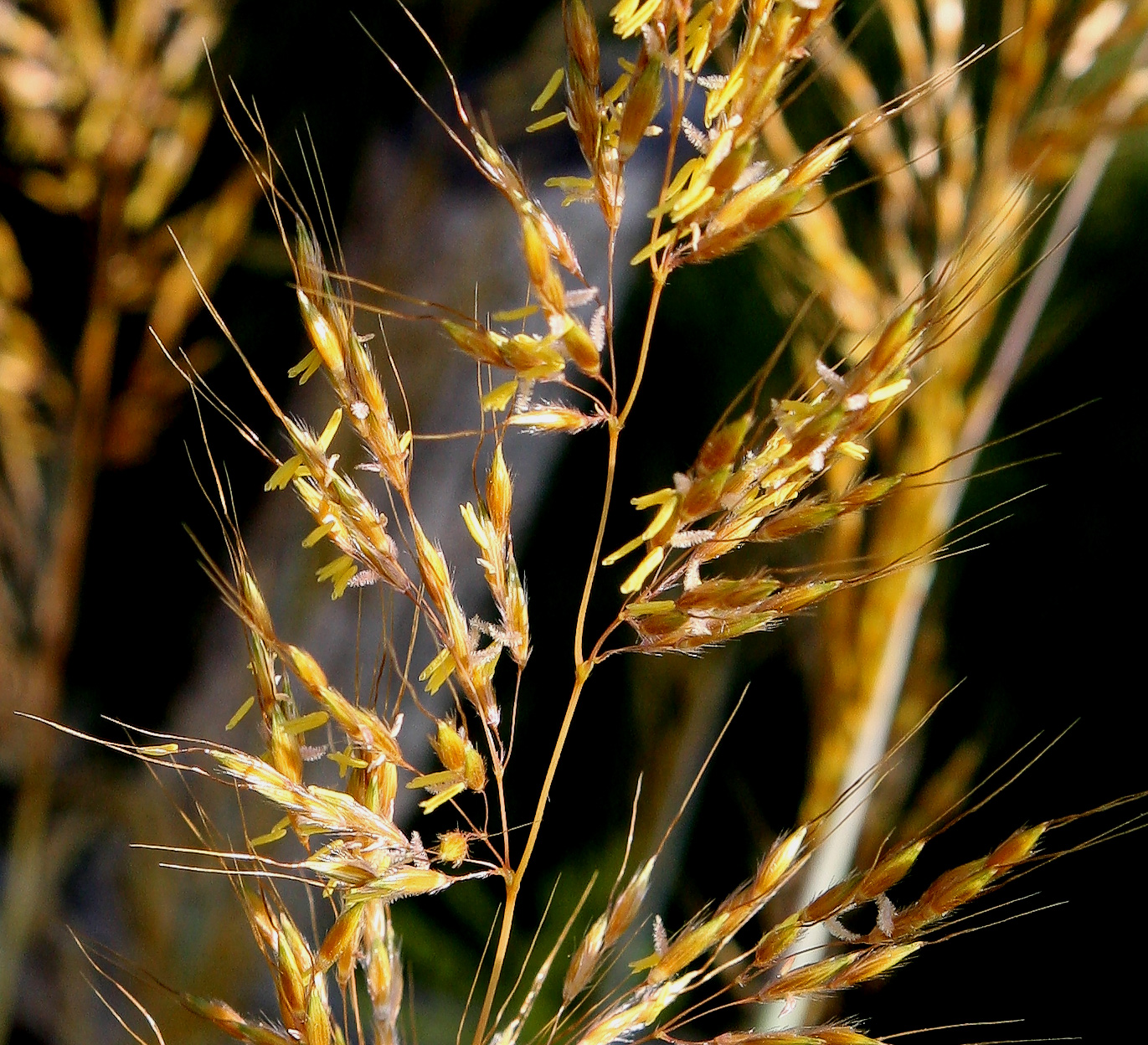
Gramíneas ( pastos ), tierras bajas de Taymyr 24,000–10,300 YBP,  Yakutia 22,500 YBP,  Alaska y el Yukon 15,000-11,500 YBP
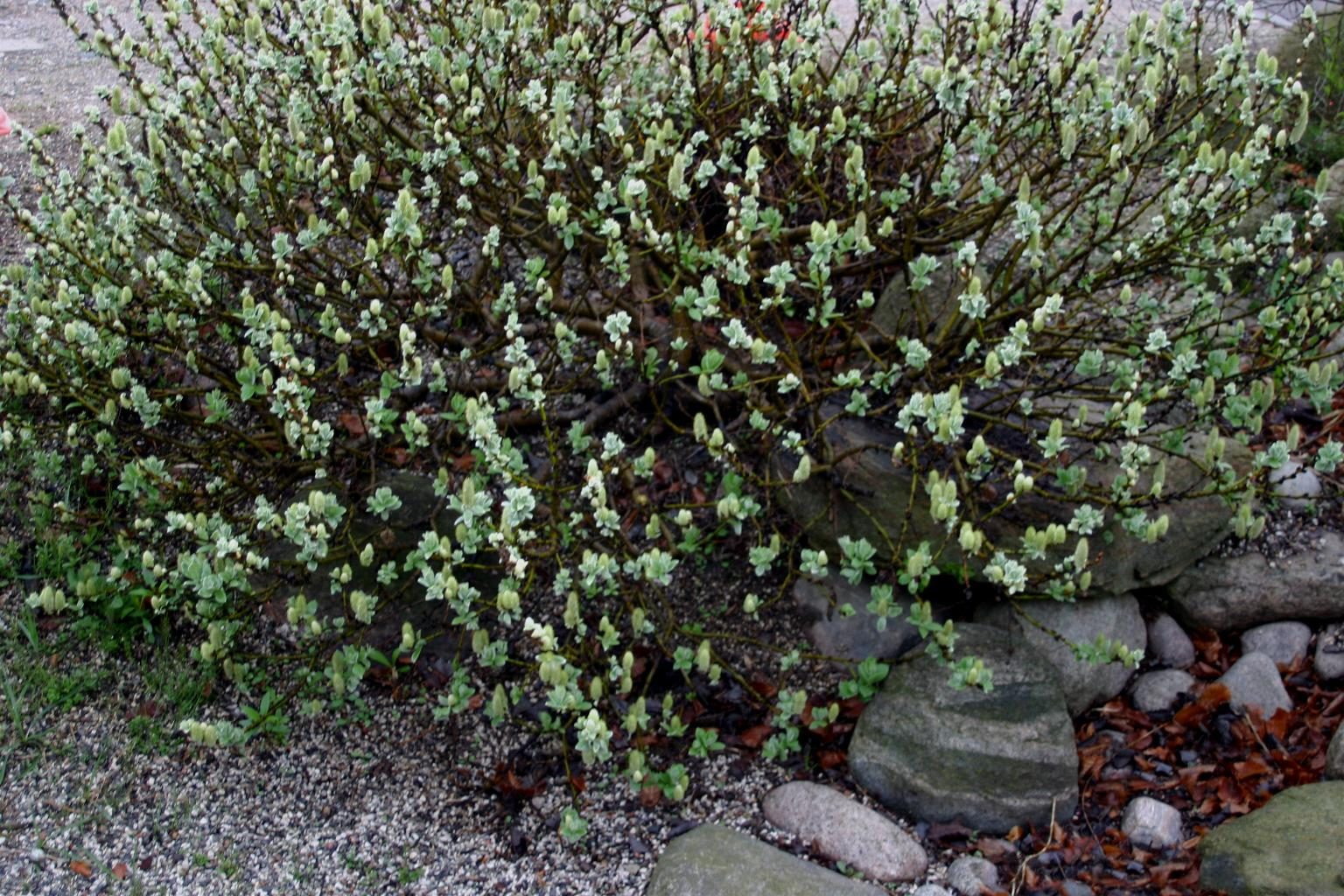
Salix (sauce), tierras bajas de Taymyr 24,000–10,300 YBP,  Yakutia 22,500 YBP,  Alaska y el Yukon 15,000-11,500 YBP
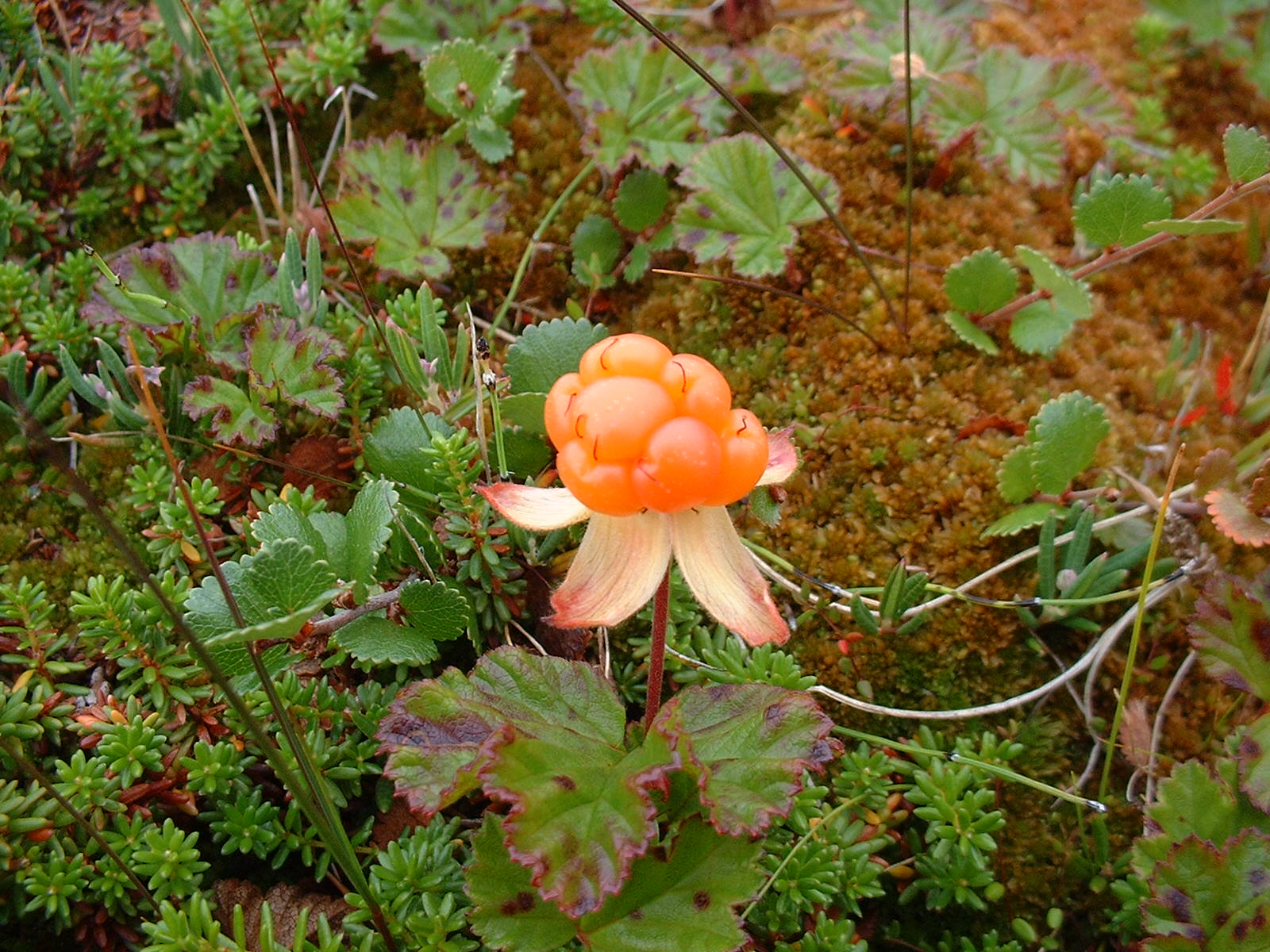
Rubus chamaemorus (zarzamora) Yakutia 22,500 YBP
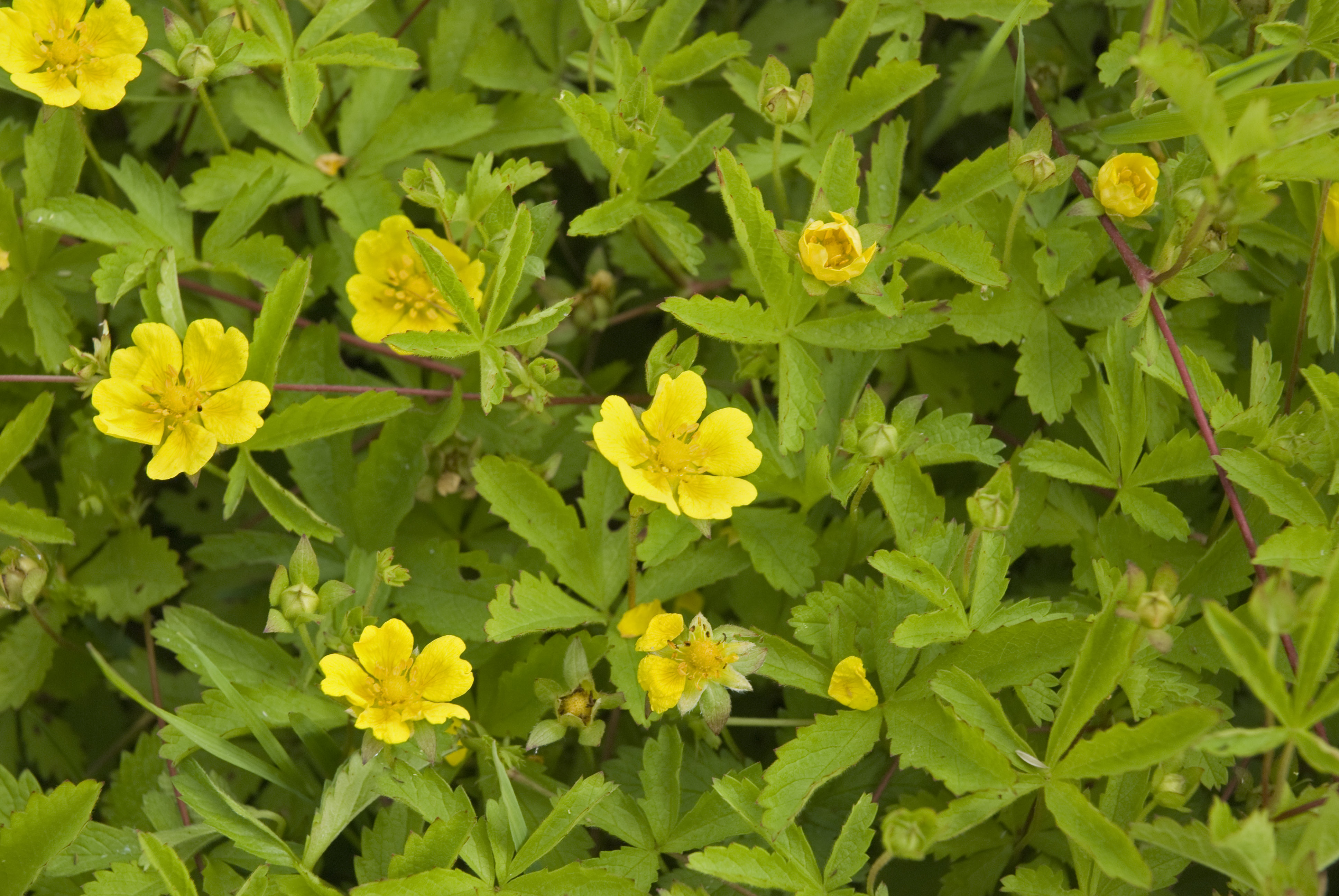
Potentilla (cinquefoil) Yakutia 22,500 YBP
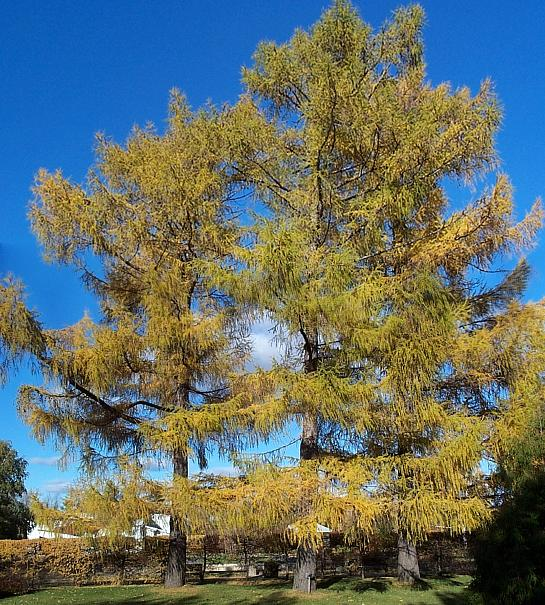
Larch Taymyr tierras bajas 48,000–25,000 YBP, luego 9,400-2,900 YBP
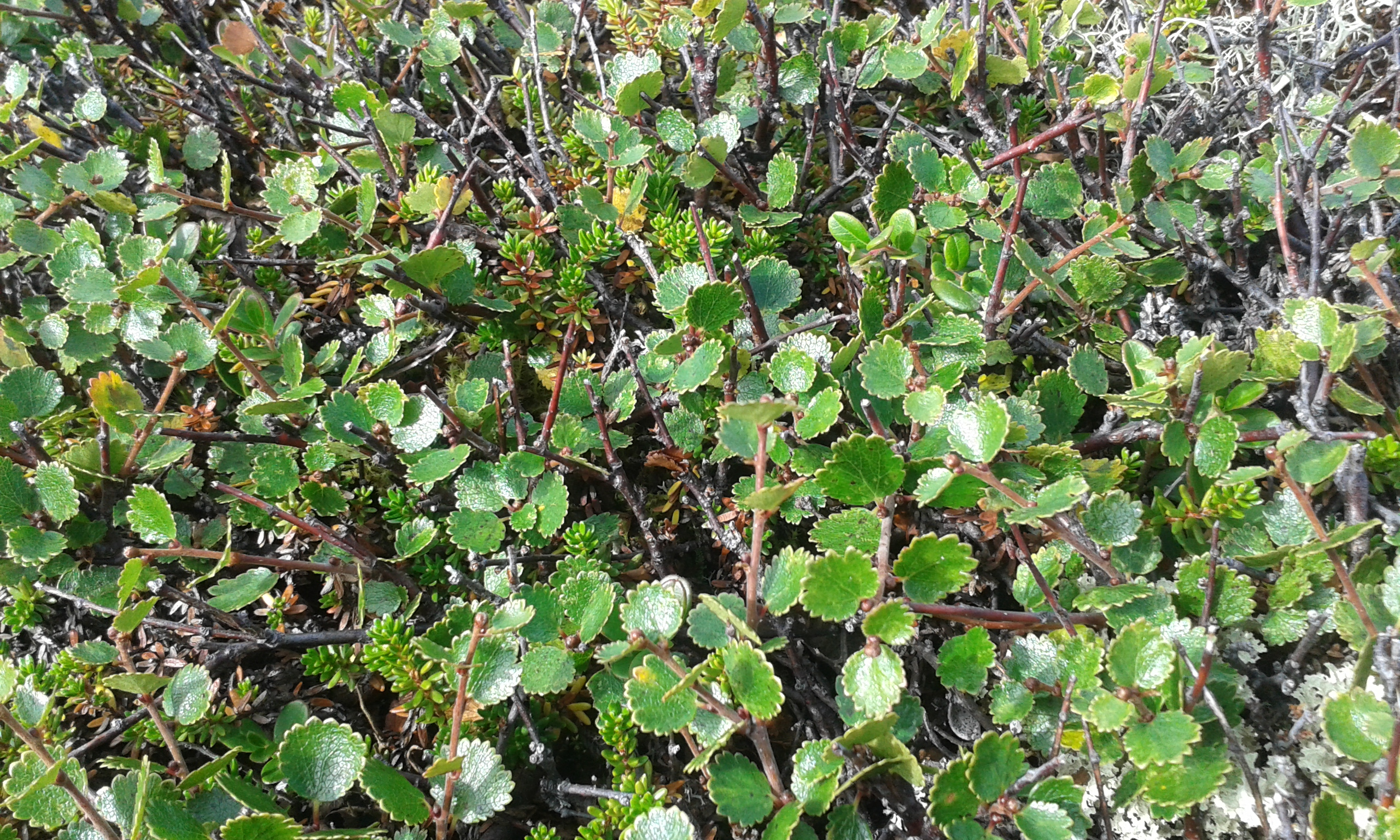
Betula nana (abedul enano) Tierras bajas de Taymyr 48,000–25,000 YBP